# Aporrhymas
Aporrhymas war ein ägyptisches Maß für Volumen.
- 1 Aporrhymas = 576 Pariser Kubikzoll = 11,426 Liter
- 1 Artaba = 5 Aporrhymas = 40 Choenicas = 480 Fina (Einheit)[1]